# Discographie d'Europe
Cet article présente la discographie du groupe de hard rock suédois Europe. Elle est composée d'onze albums studios, sept albums live, neuf compilations et trente singles.

## Présentation
La carrière du groupe, alors appelé Force, démarre en 1979 sous la forme d'un quatuor (Joey Tempest au chant, John Norum à la guitare, Peter Olsson à la basse et Tony Reno à la batterie) dans la banlieue de Stockholm. Olsson est remplacé rapidement par John Levén et le groupe change son nom en Europe et gagne en 1982 un concours organisé par la radio Rock-SM qui lui offre l'enregistrement d'un album pour Hot Records. En 1983 sort le premier album qui remporte un succès en Suède se classant à la 8e place des charts et le suivant Wings of Tomorrow qui sort un an plus tard attire l'attention de la major CBS qui signe le groupe pour sa filiale Epic Records en 1985.
Le groupe recrute Mic Michaeli aux claviers et Tony Reno est remplacé par le batteur Ian Haugland. Le groupe participe au film suédois On the Loose ce qui donnera l'Ep du même nom sur lequel figure une première version de "Rock the Night" qui deviendra en 1985 un hit en Suède (4e place et plus tard dans le monde entier lors qu'il ressortira en 1986 - 1987 dans le cadre de la promotion de l'album The Final Countdown sur lequel il sera repris dans une version plus "polissée". L'album connaitra un succès énorme, se classant dans le top 10 des principaux classements mondiaux et à la première place des charts suédois et Suisses. La chanson "The Final Countdown" sera un hit mondial se classant notamment à la première place des charts français, britanniques et allemands et atteignant la 8e place dans le Billboard Hot 100 américain.
Le guitariste John Norum quittera le groupe et Kee Marcello le remplacera sur les deux albums suivants, Out of This World (1988) et  Prisoners in Paradise (1991) qui n'arriverons pas à égaler le succès de The Final Countdown. Le groupe décide de faire une pause qui durera jusqu'en 2004 avec la sortie de l'album Start from the Dark qui verra le retour de John Norum. Le groupe sortira ensuite des albums régulièrement connaissant toujours un vif succès dans son pays et un peu moindre dans le reste de l'Europe.

## Membres du groupe
| Album                 | Année | Chant        | Guitare      | Claviers     | Basse      | Batterie     |
| --------------------- | ----- | ------------ | ------------ | ------------ | ---------- | ------------ |
| Europe                | 1983  | Joey Tempest | John Norum   | —            | John Levén | Tony Reno    |
| Wings of Tomorrow     | 1984  | Joey Tempest | John Norum   | —            | John Levén | Tony Reno    |
| The Final Countdown   | 1986  | Joey Tempest | John Norum   | Mic Michaeli | John Levén | Ian Haugland |
| Out of This World     | 1988  | Joey Tempest | Kee Marcello | Mic Michaeli | John Levén | Ian Haugland |
| Prisoners in Paradise | 1991  | Joey Tempest | Kee Marcello | Mic Michaeli | John Levén | Ian Haugland |
| Start from the Dark   | 2004  | Joey Tempest | John Norum   | Mic Michaeli | John Levén | Ian Haugland |
| Secret Society        | 2006  | Joey Tempest | John Norum   | Mic Michaeli | John Levén | Ian Haugland |
| Last Look at Eden     | 2009  | Joey Tempest | John Norum   | Mic Michaeli | John Levén | Ian Haugland |
| Bag of Bones          | 2012  | Joey Tempest | John Norum   | Mic Michaeli | John Levén | Ian Haugland |
| War of Kings          | 2015  | Joey Tempest | John Norum   | Mic Michaeli | John Levén | Ian Haugland |
| Walk the Earth        | 2017  | Joey Tempest | John Norum   | Mic Michaeli | John Levén | Ian Haugland |

## Albums

### Albums studios
| Album                                                                          | Charts | Charts | Charts | Charts | Charts | Charts | Charts | Charts | Charts | Charts | Charts | Charts | Charts | Charts | Charts | Charts | Certifications                                                            |
| Album                                                                          | SUE    | ALL    | AUS    | AUT    | BEL ,  | CAN    | ESP    | FIN    | FRA    | ITA    | NOR    | N-Z    | P-B    | R-U    | SUI    | USA    | Certifications                                                            |
| ------------------------------------------------------------------------------ | ------ | ------ | ------ | ------ | ------ | ------ | ------ | ------ | ------ | ------ | ------ | ------ | ------ | ------ | ------ | ------ | ------------------------------------------------------------------------- |
| Europe - Sortie : 14 mars 1983 - Label: Hot Records, Epic                      | 8      | —      | —      | —      | —      | —      | —      | —      | —      | —      | —      | —      | —      | —      | —      | —      | —                                                                         |
| Wings of Tomorrow - Sortie : 24 février 1984 - Label: Hot Records, Epic        | 20     | —      | —      | —      | —      | —      | —      | —      | —      | —      | —      | —      | —      | —      | —      | —      | —                                                                         |
| The Final Countdown - Sortie : 26 mai 1986 - Label: Epic                       | 1      | 6      | —      | 5      | —      | 6      | 69     | —      | 10     | 2      | 4      | 3      | 3      | 9      | 1      | 8      | 2 × Platine · Or · 2 × Platine · Platine · 2 × Or · Or · Or · 3 × Platine |
| Out of This World - Sortie : 9 août 1988 - Label: Epic                         | 1      | 10     | 28     | 16     | —      | 30     | —      | —      | 19     | 8      | 1      | —      | 7      | 12     | 3      | 19     | Platine · Or · Or · Or · Platine                                          |
| Prisoners in Paradise - Sortie : 23 septembre 1991 - Label: Epic               | 9      | 38     | —      | 32     | —      | —      | —      | —      | —      | 22     | 18     | —      | 60     | 61     | 17     | —      | Platine                                                                   |
| Start from the Dark - Sortie : 22 septembre 2004 - Label: Sanctuary Records    | 2      | —      | —      | —      | —      | —      | —      | —      | 114    | 65     | —      | —      | 86     | —      | 91     | —      | —                                                                         |
| Secret Society - Sortie : 25 octobre 2006 - Label: Sanctuary                   | 4      | —      | —      | —      | —      | —      | —      | —      | 195    | 41     | —      | —      | —      | —      | 93     | —      | —                                                                         |
| Last Look at Eden - Sortie : 9 septembre 2009 - Label: EarMusic                | 1      | 31     | —      | —      | 89     | —      | —      | —      | 86     | 37     | —      | —      | —      | —      | 29     | —      | Or                                                                        |
| Bag of Bones - Sortie : 18 avril 2012 - Label: EarMusic                        | 2      | 26     | —      | 30     | 143    | —      | —      | —      | 70     | 52     | 21     | —      | 44     | 56     | 18     | —      | Or                                                                        |
| War of Kings - Sortie : 2 mars 2015 - Label: Hell & Back Recordings            | 2      | 23     | —      | 27     | 58     | —      | 41     | 38     | 58     | 41     | 38     | —      | 35     | 50     | 6      | —      | —                                                                         |
| Walk the Earth - Sortie : 20 octobre 2017 - Label: Hell & Back Recordings      | 2      | 40     | —      | 28     | 75     | —      | 23     | 31     | 56     | 43     | 38     | —      | 124    | 69     | 20     | —      | —                                                                         |
| "—" indique que l'album n'entra pas dans les classements musicaux de ces pays. |        |        |        |        |        |        |        |        |        |        |        |        |        |        |        |        |                                                                           |

### Albums en public
| The Final Countdown Tour 1986 - Sortie : 20 décembre 2004 uniquement au Japon - Label: Victor                             | —  | —  | —   | —  | —  |
| Extended Versions - Sortie : 27 mars 2007 - Label: Sony BMG                                                               | —  | —  | —   | —  | —  |
| Almost Unplugged - Sortie : 17 septembre 2008 - Label: Hell & Back Recordings                                             | 23 | —  | —   | —  | —  |
| Live Look at Eden - Sortie : 8 août 2011 - Label: EarMusic                                                                | —  | —  | —   | —  | —  |
| Live at Shepherd's Bush, London - Sortie : 15 juin 2011 - Label: EarMusic                                                 | 1  | 61 | —   | —  | —  |
| Live at Sweden Rock – 30th Anniversary Show - Sortie : 16 octobre 2013 - Label: EarMusic                                  | 18 | 66 | —   | —  | Or |
| The Final Countdown 30th Anniversary Show - Live At The Roundhouse - Sortie : 4 août 2017 - Label: Hell & Back Recordings | 1  | —  | 132 | 88 | —  |
| "—" indique que l'album n'entra pas dans les classements musicaux de ces pays.                                            |    |    |     |    |    |

### Compilations
| Best of Europe uniquement au Japon - Sortie : 16 décembre 1990 - Label: Victor           | —  | —  | —  | — | — | — | —  | —  | —       |
| 1982 - 1992 - Sortie : 21 août 1993 - Label: Epic                                        | 47 | 82 | 82 | — | 5 | — | 18 | —  | Or · Or |
| Definitive Collection - Sortie : 30 avril 1997 - Label: Epic                             | —  | —  | —  | — | — | — | —  | —  | —       |
| Super Hits - Sortie : 27 janvier 1998 - Label: Epic                                      | —  | —  | —  | — | — | — | —  | —  | —       |
| The Final Countdown 2000 - Sortie : 1er décembre 1999 - Label: Epic                      | 6  | —  | —  | — | — | — | —  | —  | Or      |
| Rock the Night - The Best of Europe - Sortie : 3 mars 2004 - Label: Sony Music           | 2  | —  | —  | 5 | — | 3 | —  | —  | Or      |
| The Final Countdown (The Best Of Europe) - Sortie : 1er juillet 2009 - Label: Sony Music | —  | —  | —  | — | — | — | —  | —  | —       |
| The Collection - Sortie : 2009 - Label: Sonic Music                                      | —  | —  | —  | — | — | — | —  | —  | —       |
| Gold - Sortie : 8 janvier 2021 - Label: Sony Music                                       | —  | —  | —  | — | — | — | —  | 58 | —       |
| "—" indique que l'album n'entra pas dans les classements musicaux de ces pays.           |    |    |    |   |   |   |    |    |         |

## Singles & Extended play

### Extended play
| Ep                                                   | Charts |
| Ep                                                   | SUE    |
| ---------------------------------------------------- | ------ |
| On the Loose - Sortie : 1er avril 1985 - Label: Epic | 4      |

### Singles
Charts
- Le titre de la face B indiqué est celui de la version européenne du single ou à défaut celui du pays principal de parution.

| Année                                                                          | Titre                                                                     | classement | classement | classement | classement | classement | classement | classement | classement | classement | classement | classement | classement | classement | classement | classement | classement | classement | De l'album            |
| Année                                                                          | Titre                                                                     | SUE        | ALL        | AUS        | AUT        | BEL        | CAN        | ESP        | FIN        | FRA        | ITA        | NOR        | N-Z        | P-B        | R-U        | SUI        | US hot 100 | US Main.   | De l'album            |
| ------------------------------------------------------------------------------ | ------------------------------------------------------------------------- | ---------- | ---------- | ---------- | ---------- | ---------- | ---------- | ---------- | ---------- | ---------- | ---------- | ---------- | ---------- | ---------- | ---------- | ---------- | ---------- | ---------- | --------------------- |
| 1983                                                                           | "Seven Doors Hotel" - Face B: "Words of Wisdom"                           | —          | —          | —          | —          | —          | —          | —          | —          | —          | —          | —          | —          | —          | —          | —          | —          | —          | Europe                |
| 1984                                                                           | "Lyin' Eyes" - Face B: "Dreamer"                                          | —          | —          | —          | —          | —          | —          | —          | —          | —          | —          | —          | —          | —          | —          | —          | —          | —          | Wings of Tomorrow     |
| 1984                                                                           | "Stormwind" - Face B: "Dreamer"                                           | —          | —          | —          | —          | —          | —          | —          | —          | —          | —          | —          | —          | —          | —          | —          | —          | —          | Wings of Tomorrow     |
| 1984                                                                           | "Open Your Heart" - Face B: "Wings of Tomorrow"                           | —          | —          | —          | —          | —          | —          | —          | —          | —          | —          | —          | —          | —          | —          | —          | —          | —          | Wings of Tomorrow     |
| 1985                                                                           | "Rock the Night" - Face B: "Seven Doors Hotel"                            | 4          | —          | —          | —          | 2          | —          | —          | —          | —          | —          | —          | —          | —          | —          | 6          | —          | —          | On the Loose Ep       |
| 1986                                                                           | "The Final Countdown" - Face B: "On Broken Wings"                         | 1          | 1          | —          | 1          | 1          | 5          | —          | —          | 1          | 1          | 4          | 12         | 1          | 1          | 1          | 8          | 18         | The Final Countdown   |
| 1986                                                                           | "Rock the Night" - Face B: "Love Chaser"                                  | —          | 17         | —          | 11         | —          | 64         | —          | —          | 7          | 4          | —          | —          | 2          | 12         | —          | 30         | 22         | The Final Countdown   |
| 1986                                                                           | "Cherokee" - Face B: "Love Chaser"                                        | —          | —          | —          | —          | —          | —          | —          | —          | —          | —          | —          | —          | 86         | —          | —          | 72         | —          | The Final Countdown   |
| 1986                                                                           | "Carrie" - Face B: "Love Chaser"                                          | —          | 22         | —          | 15         | 7          | 9          | —          | 11         | 11         | —          | —          | —          | 13         | 22         | 10         | 3          | 22         | The Final Countdown   |
| 1988                                                                           | "Superstitious" - Face B: "Lights "                                       | 1          | 21         | 45         | —          | 24         | 35         | —          | —          | 33         | 10         | 1          | 22         | 11         | 34         | 9          | 31         | 9          | Out of this World     |
| 1988                                                                           | "Open Your Heart" (1988 version) - Face B: "Just the Beginning"           | —          | —          | —          | —          | 31         | —          | —          | —          | —          | —          | —          | —          | 42         | 86         | —          | —          | —          | Out of this World     |
| 1988                                                                           | "Let the Good Times Rock" - Face B: "Dreamer"                             | —          | —          | —          | —          | —          | —          | —          | —          | —          | —          | —          | —          | —          | 89         | —          | —          | —          | Out of this World     |
| 1989                                                                           | "More Than meet the Eye" - Face B: "Dreamer"                              | —          | —          | —          | —          | —          | —          | —          | —          | —          | —          | —          | —          | —          | —          | —          | —          | —          | Out of this World     |
| 1991                                                                           | "Prisoners in Paradise" - Face B: "Seventh Sigh"                          | 8          | —          | —          | —          | —          | —          | —          | —          | —          | —          | —          | —          | —          | —          | —          | —          | —          | Prisoners in Paradise |
| 1991                                                                           | "I'll Cry for You" - Face B: "Break Free"                                 | —          | —          | —          | —          | —          | —          | —          | —          | —          | —          | —          | —          | —          | 28         | —          | —          | —          | Prisoners in Paradise |
| 1992                                                                           | "Halfway to Heaven" - Face B: "Yesterdays News"                           | —          | —          | —          | —          | —          | —          | —          | —          | —          | —          | —          | —          | —          | 42         | —          | —          | —          | Prisoners in Paradise |
| 1993                                                                           | "Sweet Love Child" - Face B: "Stormwind"                                  | —          | —          | —          | —          | —          | —          | —          | —          | —          | —          | —          | —          | —          | —          | —          | —          | —          | 1982 - 1992           |
| 1999                                                                           | "The Final Countdown 2000" - Face B: "The Final Countdown" (Radio Edit)   | 6          | 35         | 33         | —          | —          | —          | 7          | 12         | —          | —          | 12         | —          | 60         | —          | 33         | —          | —          | 1982 -2000            |
| 2004                                                                           | "Got to Have Faith" - Face B: "Settle for Love"                           | 21         | —          | —          | —          | —          | —          | —          | —          | —          | —          | —          | —          | —          | —          | —          | —          | —          | Start from the Dark   |
| 2004                                                                           | "Hero" - Face B: "Reason"                                                 | —          | —          | —          | —          | —          | —          | —          | —          | —          | —          | —          | —          | —          | —          | —          | —          | —          |                       |
| 2006                                                                           | "Always the Pretenders" - Face B: "Always the Pretenders" (Album Version) | 2          | —          | —          | —          | —          | —          | —          | —          | —          | —          | —          | —          | —          | —          | —          | —          | —          | Secret Society        |
| 2009                                                                           | "Last Look at Eden" - Face B: "U Devil U"                                 | 50         | —          | —          | —          | —          | —          | —          | —          | —          | —          | —          | —          | —          | —          | —          | —          | —          | Last Look at Eden     |
| 2009                                                                           | "New Love In Town" - Face B: "The Beast"                                  | 15         | —          | —          | —          | —          | —          | —          | —          | —          | —          | —          | —          | —          | —          | —          | —          | —          | Last Look at Eden     |
| 2012                                                                           | "Not Supposed To Sing The Blues " - Face B: —                             | —          | —          | —          | —          | —          | —          | —          | —          | —          | —          | —          | —          | —          | —          | —          | —          | —          | Bag of Bones          |
| 2012                                                                           | "Firebox" - Face B: —                                                     | —          | —          | —          | —          | —          | —          | —          | —          | —          | —          | —          | —          | —          | —          | —          | —          | —          | Bag of Bones          |
| 2013                                                                           | "Bring It All Home" - Face B: —                                           | —          | —          | —          | —          | —          | —          | —          | —          | —          | —          | —          | —          | —          | —          | —          | —          | —          | Bag of Bones          |
| 2015                                                                           | "War of Kings" - Face B: —                                                | —          | —          | —          | —          | —          | —          | —          | —          | —          | —          | —          | —          | —          | —          | —          | —          | —          | War of Kings          |
| 2015                                                                           | "Days Of Rock 'N' Roll " - Face B: "Angels (With Broken Hearts)"          | —          | —          | —          | —          | —          | —          | —          | —          | —          | —          | —          | —          | —          | —          | —          | —          | —          | War of Kings          |
| 2017                                                                           | "Walk the Earth" - Face B: —                                              | —          | —          | —          | —          | —          | —          | —          | —          | —          | —          | —          | —          | —          | —          | —          | —          | —          | Walk the Earth        |
| 2017                                                                           | "Election Day" - Face B: —                                                | —          | —          | —          | —          | —          | —          | —          | —          | —          | —          | —          | —          | —          | —          | —          | —          | —          | Walk the Earth        |
| "—" indique que l'album n'entra pas dans les classements musicaux de ces pays. |                                                                           |            |            |            |            |            |            |            |            |            |            |            |            |            |            |            |            |            |                       |

Certifications
| Single                     | Pays                | Certification | Date            |
| -------------------------- | ------------------- | ------------- | --------------- |
| "The Final Countdown"      | (Music Canada)      | Or            | 25 juin 1987    |
| "The Final Countdown"      | (SNEP)              | Platine       | 1986            |
| "The Final Countdown"      | (FIMI)              | Platine       | 2021            |
| "The Final Countdown"      | (NVPI)              | Platine       | 1986            |
| "The Final Countdown"      | (BPI)               | Platine       | 16 octobre 2020 |
| "Rock the Night"           | (SNEP)              | Argent        | 1987            |
| "The Final Countdown 2000" | (Sverigetopplistan) | Or            | 2000            |